# Sakania
Sakania är en ort i Kongo-Kinshasa. Den ligger i provinsen Haut-Katanga, i den södra delen av landet, 1 700 km sydost om huvudstaden Kinshasa. 